# عمرو خالد
الدكتور عمرو محمد حلمي خالد (5 سبتمبر 1967 -) داعية إسلامي، كانت بداية عمله الدعوي في مصر مع بداية القرن الحالي، ثم ذاع صيته في جميع أنحاء الدول العربية والإسلامية، وقام بتقديم العديد من البرامج التلفزيونية حققت شهرة كبيرة في بداياتها. قام بتأسيس حزب مصر المستقبل عام 2012 لكنه ٱستقال منه لأسباب سياسية من جهة، ورغبته في التفرغ إلى الدعوة من جهة أخرى.

## التعليم والعمل
- حصل على شهادة بكالوريوس تجارة من جامعة القاهرة عام 1988.
- وعمل بأحد مكاتب المحاسبة لمدة سبع سنوات، ثم افتتح مكتب محاسبة خاصا به في العاصمة القاهرة.
- حصل على دبلوم الدراسات الإسلامية من المعهد العالي للدراسات الإسلامية بميت عقبة (الجيزة)
- حصل على درجة الدكتوراه في الشريعة الإسلامية تحت عنوان «الإسلام والتعايش مع الغرب» من جامعة ويلز ببريطانيا 19 مايو 2010.[3]

## الأنشطة الطلابية والرياضية
- رئيس اتحاد طلاب كلية التجارة بجامعة القاهرة 1988
- نائب رئيس اتحاد كليات جامعة القاهرة 1988
- كان عضو فريق الناشئين بالنادي الأهلي المصري 1985

## مسيرته المهنية
بدأ بإلقاء الدروس في نادي الصيد في حي الدقي في القاهرة، ثم انتقل إلى مسجد الحصري بالعجوزة ثم إلى مسجد المغفرة في حي العجوزة حتى ازدحم المسجد ولم يتحمل، فانتقل منه إلى مسجد الحصري في مدينة 6 أكتوبر، حيث ذاعت شهرته بقوة، وبدأ الشباب يحضر دروسه قادمين من أماكن بعيدة. انطلقت نجوميته في الوطن العربي عبر الشاشات الفضائية من خلال قناة اقرأ الفضائية.
أعد وحاضر في مصر محاضرات عامة ولقاءات لمدة سنتين منذ 2000 وحتى 2002، ووصلت أعداد الحاضرين إلى 35٬000، هذا بالإضافة إلى دورات متخصصة لأكثر من 40 إعلاميا عربيا في بيروت في مارس 2003. غادر مصر في 30 أكتوبر 2002 لأن السلطات المصرية خيرته بين التوقف عن الدعوة وبين مغادرة مصر. بقي في بيروت لغاية مقتل رئيس الوزراء اللبناني السابق رفيق الحريري في فبراير 2005 ومنها غادر إلى بريطانيا لأنه أحس أن لبنان غير آمنة.
يؤمن عمرو خالد بأنه لا نهضة من غير التمسك بتعاليم الدين الإسلامي، كما أن دور المسلم لا يقتصر على العبادة فقط من حيث الصلاة والزكاة، بل لا بد أن يكون للمسلم دور في النهضة التي يشهدها العالم الآن في جميع مجالات الحياة، سواء كانت علمية أو سياسية أو اجتماعية، خاصة بعد ما وصلت أحوال المسلمين إلى ما هي عليه الآن، مما دفع عمرو خالد إلى تقديم برنامج أطلق عليه صناع الحياة داعياً فيه الشباب العربي والمسلم إلى العمل والمشاركة في مشروعات تنهض بالبلاد العربية نحو التقدم، مقدماً العديد من الاقتراحات والمشروعات التي يمكن للشباب المشاركة فيها.

## برامجه التلفزيونية

### ونلقى الأحبة
هو برنامج تلفازي كان يتناول فيه حياة صحابة النبي محمد ومواقفهم المهمة، وجانبًا من سيرتهم العطرة،
وقد قامت بعرض البرنامج قناة اقرأ الفضـائية.

### على خطى الحبيب (رمضان 2005)
هو برنامج تلفازي قام بتقديمه عمرو خالد في رمضان عام 2005م، حكى فيه عن السيرة النبوية للنبي محمد (صلى الله عليه وسلم)، وركز على الصعوبات التي واجهته في بداية الدعوة وكيف يستفاد منها في الواقع الآن.
ووصف السيرة النبوية كرحلة إيمانية وأخلاقية وسلوكية في حياة النبي محمد، ويتوقف في محطات ومواقف روحانية في سرد قصصي متميز.
وقد قامت بعرض البرنامج قناة اقرأ الفضائية.
يستكمل الدكتور عمرو خالد مسيرة برنامج على خطى الحبيب ولكن على شكل درس أسبوعي في مسجد المجمع الإسلامي بمدينة الشيخ زايد، وذلك بداية من شهر يناير 2012 وحتى يونيو 2012، حيث تم عرض الدرس على شبكة الإنترنت وحضره أسبوعيا قرابة 5 آلاف شخص.

### باسمك نحيا (رمضان 2006)
هو برنامج تلفازي تم عرضه على قناة اقرأ الفضائية وقام بتقديمه عمرو خالد في شهر رمضان 2006م، مفسرا فيه أسماء الله الحسنى، وكان يتحدث يوميا عن اسم جديد، بحيث يربط بين طاعة الله وبين التقدم والعيش في حياة كريمة.
كما أن البرنامج يهدف إلى معرفة الله من خلال أسمائه بشكل يوصف بأنه مفهوم جديد، يجمع مفهوم التنمية بالإيمان بحيث يتعلق الملايين بحب الله حبا يدفع إلى التنمية والإصلاح، ويعتبر هذا المفهوم جديدا إذ لم يتم تناوله من قبل. كما يتناول كل اسم من أربع جوانب (مع النفس، مع المجتمع، مع الكون والحياة والكائنات، مع الله) مشددا على ربط الاسم بإبداعات العلوم المختلفة وتقوية الشعور لدى الإنسان بالقوة والحماية.

### دعوة للتعايش (2007)
دعوة للتعايش هو برنامج يتناول حياة الأئمة الأربعة في الإسلام السني أبي حنيفة ومالك بن أنس والشافعي وأحمد بن حنبل، عارضا للمشاهد ما يستطيع الأخذ من حياتهم وسيرهم الذاتية.
دعوة جديدة يدعوها عمرو خالد لإفشاء القيم الاجتماعية النبيلة بين كافة الناس، بهدف النهوض بالمجتمع من ناحية وخدمة الدين الإسلامي من ناحية أخرى.
ويعرض البرنامج على أنه ليس فقط دعوة للتعايش مع الجانب الآخر الذي ينحصر في أوربا والغرب، ولكنه دعوة للتعايش بين كل الناس، مع الأهل والأصدقاء والمجتمع.

### الجنة في بيوتنا (رمضان 2007)
يعرض البرنامج حياة الأسرة وكيفية التعامل مع الأبناء عن طريق الاحترام والمودة وكيفية حل المشكلات الأسرية الكثيرة، عن طريق تعاون عدد كبير من الأكاديميين والمتطوعين من الشباب.

### قصص القرآن

#### الجزء الأول (رمضان 2008)
ويقول عمرو خالد عن البرنامج:
هدف البرنامج أن تحب القرآن وتفهم القرآن وتتاثر بالقرآن، بل أكثر من ذلك وتحيا بالقرآن، لأن قصص القرآن كل قصة تعالج مشكلة من مشاكل الناس وتصلح جزءًا في حياتك، قصص القرآن كأنها مرايا سترى نفسك فيها من خلال بطل القصة؛ سنعيش مع أهل الكهف؛ أصحاب الأخدود؛ موسى والخضر؛ مريم؛ قابيل وهابيل؛ ذو القرنين؛ قارون؛ أصحاب الجنة؛ قصة الدرع المسروقة.

#### الجزء الثاني (رمضان 2009)
الذي يتناول سيرة النبي موسى ويتناول قصته منذ ولادته وتربيته في بيت فرعون وخروجه إلى مدين والعودة إلى مصر، ومواجهة فرعون وعرض المعجزات عليه وودعوته للإيمان بالله، حتى غرق فرعون وعبور بني إسرائيل البحر ثم نهاية حياة النبي موسى.

### مجددون
برنامج (مجددون) هو من أحدث برامج عمرو خالد، وصفته وسائل إعلام بأنه غير تقليدي، وهو من نوع "تلفزيون الواقع"، ويشارك فيه عدد من الشباب والفتيات بشكل منفصل من دول عربية عدة، وأشار عمرو خالد إلى أن البرنامج يقدم بطريقة مبتكرة يهدف إلى خلق جيل من الشباب يحمل أفكارا إصلاحية وتنموية ويساهم في النهضة بطريقة بعيدة عن أسلوب إلقاء المحاضرات على هؤلاء الشباب. وتسند إلى المشاركين مهام تنموية واجتماعية وحضارية وإعلامية ورياضية وتحدد مهلة لإنجاز المهمة، وتتم عملية تصفيات بين المشاركين إلى أن يتم إعلان الفائز الذي يمنح جائزة مالية لإدارة مشروع تنموي

### رحلة للسعادة (رمضان 2010)
عمرو خالد قال أن برنامج رحلة للسعادة طريقة جديدة لمن يريد أن يعيش حياة تملؤها الطمانينة والأمل والتفاؤل والأمان والفرحة والابتسامة والسعادة.
وتعتمد فكرة البرنامج على أن السعادة أربعة أجزاء: جزء روحي، جزء نفسي، جزء مفاهيم عقلية، جزء مادي..
ويؤكد عمرو خالد أن السعادة هي خلطة أو توليفة من سبع مجموعات متكاملة لو نقصت واحدة من هذه المجموعات السبع نفقد السعادة ونشعر بالهم والحزن.
وأكد عمرو أن الكل يبحث عن السعادة في هذه الحياة، لكن الهم والغم والضيق والقلق والخوف والحزن والملل والوحدة وفقد الأمان والشعور بالاكتئاب كلها أمراض ومشاكل تفقد الناس الشعور بالسعادة.. لأنها تؤدي للإحباط واليأس المانع من النجاح في الحياة.

## حملة حماية

شعار حملة حماية

هدف الحملة توعية خمسة آلاف مدمن عربي لبدء برنامج العلاج ضد إدمان المخدرات، وهي حملة ضمن برنامج الجنة في بيوتنا المذاع على بعض الفضائيات العربية. وقد لاقت الحملة ردَّ فعلٍ قويٍّ جدا في أوساط الشباب في جميع أنحاء العالم العربي، إذ يقدر عدد الشباب المشارك في الحملة حتى الآن بحوالي خمسة ملايين شخص «يقوم بفعل إيجابي» منذ بداية الحملة في تاريخ 07۔03۔2008. ويشارك في الحملة بعض المنظمات الدولية مثل الأمم المتحدة وشرطة دبي.
وقد لاقت الحملة رد فعل شعبي وحكومي كبير في بعض الدول العربية، وصل في بعض الدول إلى رئيس الحكومة، وفي بعض الدول الأخرى إلى المستوى الشعبي والهيئات الكبرى والنوادي الرياضية الكبرى، مثل ما حدث في مصر والسعودية والأردن ودول الخليج والجزائر.
وقد وافق أحمد نظيف - رئيس مجلس الوزراء المصري الأسبق - على رعاية حملة «حماية» لمواجهة المخدرات والتي تستهدف علاج 5 آلاف مدمن، والتي انطلقت بمشاركة الأمم المتحدة. ووجه رئيس الوزراء رعاية الحملة إلى حاتم الجبلي - وزير الصحة -. كما ووجهت الحملة الشكر لرئيس الوزراء لاهتمام مصر بحل مشكلة الإدمان، وأعربت عن أملها في أن يكون ذلك بداية تعاون مثمر بين أطراف الحملة والحكومة.

## العودة إلى مصر
قرر عمرو خالد العودة إلى القاهرة، في تحرك فسره البعض على أنه صفقة بينه وبين الحكومة المصرية من أجل تحسين صورتها أمام العالم أثناء الانتخابات المصرية، رغم أنه نفى كل ذلك.
وفي يونيو 2009 تم إبعاده عن مصر ثانياً. وتضاربت الأنباء بشأن ما قيل عن قرار مصري غير معلن أجبر الداعية عمرو خالد على الرحيل، ومنعه من تصوير برامجه داخل البلاد. ففي الوقت الذي أكدت فيه تقارير صحفية صحة هذه الأنباء، مشيرة إلى أنه رحل إلى لندن في رحلة طويلة. وقد نقل موقع أخبار العالم الإلكتروني عن عمرو تأكيده عدم تلقيه أي تعليمات أو استدعاءات رسمية من جهات أمنية لإجباره على مغادرة مصر إلى لندن.
وترجع بدايات المشكلة بين عمرو والأمن، بحسب صحيفة المصري اليوم المستقلة إلى 6أشهر بعد إعلانه عن مشروع إنسان الذي طلب فيه 35 ألف متطوع لمساعدة 7 آلاف أسرة فقيرة داخل مصر، وامتد المشروع إلى عدة دول عربية مثل اليمن والأردن والسودان وهو ما اصطدم بمشروع الحزب الوطني الحاكم، إلى أن أعلن عمرو خالد في بيان مفاجئ له توقف المشروع في مصر فقط، كما تفاقم الخلاف بسبب نية خالد عرض قصة موسى في الجزء الثاني من برنامجه قصص القرآن الذي يشير فيه إلى تحدي النبي موسى للفرعون، وطرحه موضوع القصة للنقاش حول الفكرة في منتدى موقعه الإلكتروني جاءت معظم التعليقات في سياق ربط قصة موسى بالواقع المصري حالياً.
- وفي مايو 2009 م أصدر النظام المصري قراراً بمنع عمرو خالد من بث برامجه من مصر وعدم عرضها على القنوات الفضائية المصرية كقناة المحور والحياة[7]

وفي نوفمبر 2008 أعلن عمرو خالد عن توقفه عن مشروع مواجهة الفقر والتسرب من التعليم «مشروع إنسان» في مصر فقط وأنه سيكمل المشروع في الدول الأخرى، وقد وجه الدعوة للشباب إلى التوجه إلى الجمعيات الخيرية المسجلة لدى وزارة التضامن الاجتماعي في مصر، ونشر أعضاء مجموعة مشروع «صناع الحياة» على موقع «فيس بوك» أن السبب جاء لـ«ضغوط أمنية»، وكتب أحد أعضاء المجموعة على الصفحة الرئيسية لها قائلا: «الحكومة المصرية تمنع الخير وعمرو خالد من تفعيل حملة التسرب من التعليم».

## مبادرة العلم قوة
أطلق الدكتور عمرو خالد مبادرة العلم قوة في 2011 بعد ثورة يناير، والتي تهدف لمحو الأمية في مصر خلال خمس سنوات من بداية الحملة، حيث يتم اختبار المتطوعين واختيارهم وتوزيعهم على الفصول ليقوموا بالتدريس، تواجه هذه المبادرة مشكلة الوصول للأميين وإقناعهم بالالتحاق بهذه الفصول وضرورة التعليم.

## حملة «إوعى»
حملة توعية ضد المخدرات أطلقها في ربيع 2012.

## تأثيره

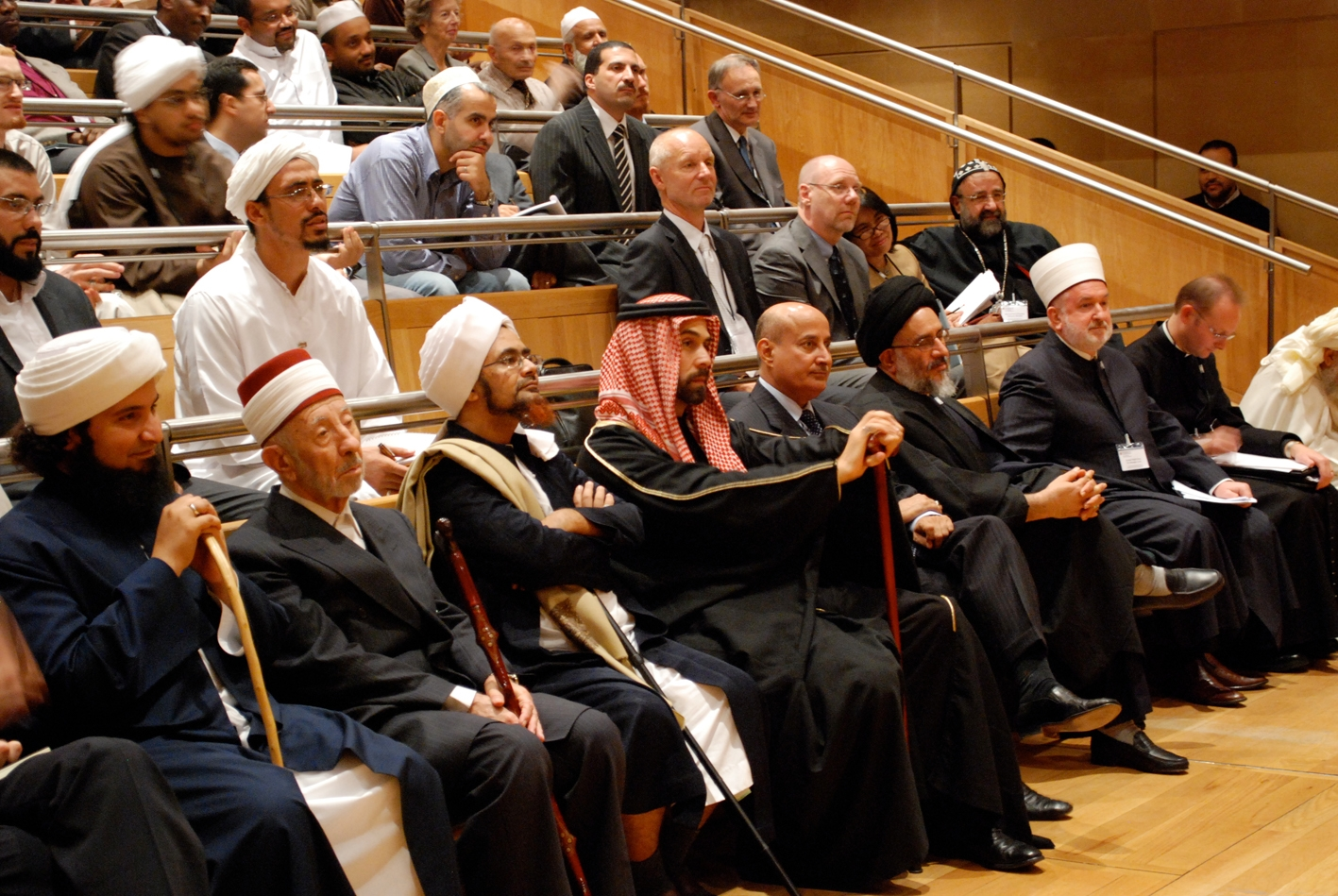
عمرو خالد في آخر الصورة حيث يظهر مع شخصيات علمية متنوعة في أحد المؤتمرات الدولية بجامعة كامبريدج، لندن

وقد نجح الداعية عمرو خالد في السنوات الأخيرة في تفعيل دور الشباب العربي في مجال التنمية من خلال برامجه ومحاضراته المنتشرة في كثير من الدول العربية والأجنبية، وذلك من خلال طرح مشروعات تنموية في المجالات المختلفة خاصة في مجال البطالة والصحة ومحاربة المخدرات وتشغيل الشباب في إطار لم يسبق له مثيل من قبل من خلال داعية إسلامي، وكذلك تجنبه اتخاذ مواقف طائفية أو متطرفة تجاه أي فكر، وعرضه لفكرة التعايش وتقبل الآخر بشكل وسطي دون التفريط في الحقوق أو الهوية مما جعل دعوته مقبولة لدى الجمهور العربي خاصة الشباب.
وقد كان لمشروع صناع الحياة ومشروع حماة المستقبل لتوعية الشباب ضد المخدرات - الذي بدأه عمرو خالد بشراكة مع شرطة دبي ومنظمة الأمم المتحدة - ولبرنامجه الحالي دعوة للتعايش دور كبير في تحقيق هذا التأثير.
واختير في المرتبة ال14 ضمن 50 شخصية مسلمة مؤثرة في عام 2009 في كتاب أصدره المركز الملكي للدراسات الإستراتيجية الإسلامية وهو مركز أبحاث رسمي في الأردن حول أكثر 500 شخصية مسلمة مؤثرة في عام 2009.

### «عمرو خالد من بين الشخصيات المائة الأكثر تأثيرا في حياتنا» (عام 2007)
أعلنت مجلة تايم الأمريكية عن قائمتها السنوية للمئة شخصية الأكثر تأثيراً في العالم. تم اختيار الداعية عمرو خالد ضمن هؤلاء الأشخاص في العالم لعام 2007، معللة ذلك بتأثيره على المجتمع بنشاطاته الدعوية التي تخطت نطاق الوطن العربي، ولدعوته المستمرة لنبذ العنف والطائفية والالتزام بالمنهج الوسطي في الدعوة.
وتطلق تايم على هذه القائمة اسم الأشخاص الذين يشكلون عالمنا (بالإنجليزية: The people who shape our world)‏، وتقوم مجلة تايم بإعلان قائمة أهم مائة شخص مع بداية شهر أيار/مايو من كل عام. وقد حضر عمرو خالد حفل التكريم الذي يضم المائة شخصية التي تم اختيارها لذلك العام، وألقى هناك كلمة قصيرة.
من الجدير بالذكر أن الأشخاص المئة يتم اختيارهم من بين 200 شخصية من المشاهير والأشخاص المؤثرين في العالم حيث تطرح أسماء 200 شخص للتصويت من قبل قراء المجلة، وتكون الشخصيات التي حصلت على أعلى الدرجات من القراء هي المائة التي يتم اختيارها. يذكر أن قائمة المائتين ضمت أسامة بن لادن وأيمن الظواهري والملا محمد عمر وأبو حمزة المهاجر (خليفة الزرقاوي)، إلا أن مثل هذه الشخصيات حظيت بدرجات منخفضة جداً لأنها شخصيات مكروهة من قراء المجلة. وتقوم التايم بتقسيم هؤلاء المئة ضمن مجموعات وقد تم وضع عمرو خالد ضمن مجموعة رواد الأفكار الجديدة.

### سادس أكثر شخصية مؤثرة عالمياً
اختار المصوتون على موقع مجلة فورين بوليسي الأمريكية الداعية الإسلامي عمرو خالد ضمن واحدٍ من ضمن أشهر عشرين شخصية مثقفة ومؤثره عالمياً، جاء ذلك في الاستفتاء الضخم الذي أجرته المجلة وصوت من خلاله أكثر من نصف مليون شخص على مستوى العالم.
وبحسب رأي المجلة، فإن بعض الأشخاص الواردين في القائمة قاموا بدعوة مريديهم للتصويت لهم وأن أنجحهم في هذا كان الحائز على المركز الأول التركي فتح الله كولن. ففي غضون ساعات من نشر القائمة بدأت الأصوات التركية تصب على موقع المجلة. ومؤيدو فتح الله في الغالب من المسلمين المتعلمين ولذلك فقد قاموا بالتصويت للمسلمين الآخرين في القائمة بالرغم من اختلاف توجهاتهم. ولهذا فإن العشرة الأوائل في القائمة كلهم من المسلمين. فمن الواضح أن سياسة الهوية كانت هي المؤثر الأكبر على النتائج.

### ضمن قائمة الطبقة المتميزة لنيوزويك
اُختير عمرو خالد ضمن قائمة الطبقة المتميزة (بالإنجليزية: Superclass) لنيوزويك في أحد أعداد أبريل 2008.

### ترشيحه لرئاسة الجمهورية
أفاد الدكتور عمرو خالد في حواره مع الإعلامي عمرو أديب في برنامج القاهرة اليوم، عندما سئل عن إمكانية ترشحه للرئاسة بأنه يفضل ألا يترشح لأن العمل الدعوي والتنموي يقربه من جمهوره أكثر، وبأنه يفضل الحركة والانتقال بدون حرس خاص أو أمن ولكنه لم ينف إمكانية ترشحه في المستقبل.

## الحياة الشخصية
تزوج عندما كان عمره 24 سنة الدكتورة علا عبد اللطيف، وله ولدان علي وعمر.

## انتقادات
- تعرض لانتقادات بسبب حصوله على أموال مقابل قيامه بالدعوة، وهو ما يراه البعض محرما في الشريعة الإسلامية. إلا أن عمرو خالد قال إنه لا يتقاضى أموالا عن البرامج الدينية التي يقدمها ولكن يتقاضى أموالاً من قناة اقرأ عن وظيفة إدارية يقوم بها في القناة ولا يتقاضى أي مبالغ عن المحاضرات التي يقيمها في الساحة أو المشاركات في المؤتمرات أو الندوات الدينية. هذا وقد ذكرت مجلة «فوربز العربية» أن صافي دخل عمرو خالد في عام 2007 بلغ مليونين ونصف مليون دولار.[17]، وهو ما نفاه عمرو خالد في برنامج الطبعة الأولى مع أحمد المسلماني وحوار مع جريدة المصري اليوم قائلاً: «إن هذا الرقم هو رقم الإعلانات التي تعرض داخل برنامجه ولا يجني منها شيئا» وهو «تحريف من المجلة» حسب قوله.[18]
- تعرض لانتقادات من قبل علماء دين ودعاة مثل أبي إسحاق الحويني ومحمد حسان ووجدي غنيم ومحمد حسين يعقوب وفتحي غريب وعبد الله بدر ومحسن عفيفي ومحمد عبد المقصود ومحمد مسعد ياقوت.[19] وذلك نتيجة لما يعتبرونه أخطاء جسيمة، وقد تم نشر هذه الانتقادات في كتب ومقالات وتسجيلات صوتية.[20][21] وكان د.وجدي غنيم كان أصدر بياناً نهائياً يقول فيه أنه التقى بعمرو خالد، بعد أن دعاه بعض المشايخ والإخوة إلى الحضور إلى بريطانيا لمناقشة ومراجعة عمرو خالد فيما هو مأخوذ عليه مما قاله في بعض شرائطه ولقاءاته، وتم عقد لقائين على مدار يومين بحضور الإخوة الأفاضل الداعين لهذا اللقاء بُغية الإصلاح. ووافق الأخ عمرو خالد على تشكيل لجنة من العلماء لمراجعة الإصدارات السابقة له وتنقيحها.[22]

## برامجه
قام عمرو خالد بتقديم العديد من البرامج التلفازية وهي كالتالي:
- ونلقى الأحبة - 85 حلقة، قناة اقرأ، 2001-2003
- إسلامنا - 15 حلقة في التليفزيون المصري - 2002
- حلقات عن مشاكل الأسرة - 8 حلقات على قنوات ART الفضائية في 2003
- حتي يغيروا ما بأنفسهم - 22 حلقة على قنوات ART الفضائية في 2003
- خواطر قرآنية - 30 حلقة على قنوات ART الفضائية في رمضان 2003
- محاضرات رمضانية - 30 حلقة على قنوات ART الفضائية في رمضان 2003
- صناع الحياة - 60 حلقة حتى الآن، قناة اقرأ، 2004 و2005
- على خطى الحبيب - 28 حلقة، قناة اقرأ، رمضان 2005
- باسمك نحيا - 28 حلقة على قنوات ART الفضائية في رمضان 2006
- صدق رسول الله - 30 حلقة على قناة الرسالة الفضائية رمضان 2006
- لمحات إنسانية - 30 حلقة على قناة المحور الفضائية رمضان 2006
- دعوة للتعايش - 24 حلقة على قنوات فضائية مختلفة مارس 2007
- الجنة في بيوتنا- 29 حلقة على قنوات فضائية مختلفة رمضان 2007.
- قصص القرآن - على قناة المحور وقناة الرسالة وقناة أبو ظبي - رمضان 2008
- قصص القرآن - (الجزء الثاني) -قناة المحور وقناة الرسالة-و قناة شام الفضائية- رمضان 2009
- مجددون
- رحلة للسعادة رمضان 2010
- بكره أحلى، مايو 2011
- مع التابعين، على إم بي سي والمصرية وقناة القاهرة وقناة القاهرة+2 في رمضان 2011
- عمر صانع حضارة، على إم بي سي في رمضان 2012.
- برنامج كلام من القلب على قناة دريم
- قصة الأندلس، إم بي سي وإل بي سي، رمضان 2013
- الإيمان والعصر رمضان 2015
- الإيمان والعصر(طريق للحياة) رمضان 2016
- نبي الرحمة والتسامح رمضان 2017
- السيرة حياة رمضان 2018 (قناة الراي).
- فاذكروني رمضان 2019
- الرحلة رمضان 2019
- كأنك تراه رمضان 2020
- حياة الذاكرين ج1 2021
- منازل الروح رمضان 2021
- منازل ومناسك 2021
- قعدة تغيير 2021
- فن الاختيار 2021
- في ذكرى مولده 2021
- حياة الذاكرين ج2 2022
- 6 خطوات لأحسن علاقات 2022
- الفاموليا 2022
- حياة الإحسان رمضان 2022
- أغلى أيام الله 2022
- الزيارة 2022
- يومياتي مع الحبيب 2022
- الفخ 2022

## مؤلفاته
- الأخلاق - ترجم لعدة لغات.
- العبادات - ترجم لعدة لغات.
- إصلاح القلوب، أريج للنشر والتوزيع، 2004 (ترجم للفرنسية)
- الصبر والذوق.
- يوسف.
- حتى يغيروا ما بأنفسهم ترجم لعدة لغات.
- قصص الأنبياء ترجم لعدة لغات.
- على خطى الحبيب - ترجم لعدة لغات.
- صناع الحياة
- الجنة في بيوتنا، 2008
- خلفاء الرسول - ترجم للفرنسية.
- عبادات التفكر - ترجم للفرنسية.
- خواطر قرآنية
- باسمك نحيا - ترجم للفرنسية.
- قصص القرآن.
- دعوة للتعايش.
- إني جاعل في الأرض خليفة·
- الإيمان والعصر.
- رافي بركات، دار نهضة مصر للطباعة والنشر والتوزيع، 2015
- حياة الذاكرين: دليلك لتصفية الذهن و الروح، دار الرواق للنشر والتوزيع، 2020
- منازل الروح، دار الرواق للنشر والتوزيع، 2021

## في الثقافة والإعلام
ظهرت شخصية عمرو خالد في مسلسل الجماعة الذي يروي سيرة حسن البنا، مؤسس جماعة الإخوان المسلمين.

## وصلات خارجية
- الموقع الرسمي
- (فيديو) عن عمرو خالد (قناة الجزيرة)